# انتخابات سراسری کنیا ۲۰۲۲
انتخابات عمومی کنیا ۲۰۲۲ (انگلیسی: 2022 Kenyan general election) در تاریخ ۹ اوت ۲۰۲۲ در کنیا برگزار می‌شود. رای‌دهندگان در این انتخابات رئیس‌جمهور، اعضای مجلس ملی و سنا، فرماندار کشور و اعضای ۴۷ مجمع شهرستانی را انتخاب خواهند کرد.
ویلیام روتو با شکست دادن رایلا اودینگا به ریاست جمهوری رسید. 